# Les Roses
Les Roses est une mélodie pour voix et piano de Claude Debussy composée en 1882 sur un poème de Théodore de Banville.

## Présentation
Les Roses est composé début 1882 sur un texte de Théodore de Banville extrait du recueil Les Stalactites (livre III, Les Caprices en dizains à la manière de Clément Marot, no XV),.
L'incipit de l'œuvre est : « Lorsque le ciel de saphir est de feu ».
Le poème est un dizain, soit dix vers de dix syllabes avec la particularité que le premier vers rime avec le troisième, le deuxième avec le quatrième et le cinquième, les sixième, septième et neuvième riment ensemble, tandis que le huitième rime avec le dixième. Musicalement, la mélodie est « un « allegro appassionato » qui enrobe amoureusement la voix ».
La partition, dédiée à Mme Vasnier, soprano colorature et première muse du compositeur, est donnée en première audition publique le 12 mai 1882 à Paris, au salon Flaxland, par Mme Vasnier accompagnée par Debussy au piano.
La mélodie est publiée en 1984 par Jobert, comme no VI du recueil Sept poèmes de Banville (édité par J. Briscoe).
La durée moyenne d'exécution de la pièce est d'une minute trente environ.
Dans le catalogue des œuvres du compositeur établi par le musicologue François Lesure, Les Roses porte le numéro L 28 (13).

## Discographie
- Debussy Songs vol. 3, Jennifer France (soprano), Malcolm Martineau (piano), Hyperion Records CDA68016, 2014.
- Claude Debussy : intégrale des mélodies, 4 CD, Liliana Faraon et Magali Léger (sopranos), Marie-Ange Todorovitch (mezzo-soprano), Gilles Ragon (ténor), François Le Roux (baryton), Jean-Louis Haguenauer (piano), Ligia Digital, 2014[5],[6].
- Claude Debussy : The complete works, CD 19, Liliana Faraon (soprano), Jean-Louis Haguenauer (piano), Warner Classics, 2018[7].